# Аркадія (Нью-Йорк)
Аркадія (англ. Arcadia) — місто (англ. town) в США, в окрузі Вейн штату Нью-Йорк. Населення — 13 731 особа (2020).

## Демографія
Згідно з переписом 2010 року, у місті мешкали 14 244 особи в 5792 домогосподарствах у складі 3632 родин. Було 6194 помешкання
Расовий склад населення:
| - 89,3 % — білих - 4,6 % — чорних або афроамериканців - 0,5 % — азіатів - 0,3 % — корінних американців - 0,1 % — вихідців з тихоокеанських островів - 2,2 % — осіб інших рас |

До двох чи більше рас належало 2,9 %. Частка іспаномовних становила 6,8 % від усіх жителів.
За віковим діапазоном населення розподілялося таким чином: 22,4 % — особи молодші 18 років, 61,2 % — особи у віці 18—64 років, 16,4 % — особи у віці 65 років та старші. Медіана віку мешканця становила 42,4 року. На 100 осіб жіночої статі у місті припадало 93,6 чоловіків;  на 100 жінок у віці від 18 років та старших — 91,8 чоловіків також старших 18 років.
Середній дохід на одне домашнє господарство  становив 55 642 долари США (медіана — 43 729), а середній дохід на одну сім'ю — 60 432 долари (медіана — 52 492). Медіана доходів становила 41 773 долари для чоловіків та 35 483 долари для жінок. За межею бідності перебувало 15,9 % осіб, у тому числі 27,4 % дітей у віці до 18 років та 7,3 % осіб у віці 65 років та старших.
Цивільне працевлаштоване населення становило 6332 особи. Основні галузі зайнятості: освіта, охорона здоров'я та соціальна допомога — 23,6 %, роздрібна торгівля — 18,6 %, виробництво — 14,9 %.